# Przemysław Polański
Przemysław Polański – polski prawnik i informatyk, doktor habilitowany nauk prawnych, profesor nadzwyczajny Akademii Leona Koźmińskiego w Warszawie, specjalista w zakresie prawa informatycznego, prawa europejskiego i informatyki w zarządzaniu.

## Życiorys
W 1998 uzyskał tytuł Bachelor of Business Systems w Monash University w Melbourne (Australia). Odbył studia prawnicze na Wydziale Prawa i Administracji Uniwersytetu im. Adama Mickiewicza w Poznaniu, gdzie po obronie pracy magisterskiej pt. Status satelitów telekomunikacyjnych w świetle prawa międzynarodowego w 1999 otrzymał tytuł magistra prawa. W 2004 na podstawie rozprawy pt. Custom as a source of supranational Internet commerce law na Uniwersytecie w Melbourne otrzymał stopień doktora. Podjął pracę w Katedrze Prawa Europejskiego Wydziału Prawa i Administracji Uniwersytetu Warszawskiego oraz w Katedrze Informatyki Akademii Leona Koźmińskiego.
W 2015 na Wydziale Prawa, Administracji i Ekonomii Uniwersytetu Wrocławskiego na podstawie dorobku naukowego oraz rozprawy pt. Europejskie prawo handlu elektronicznego. Mechanizm regulacji usług społeczeństwa informacyjnego uzyskał stopień doktora habilitowanego nauk prawnych w zakresie prawa, specjalność: prawo. Został profesorem nadzwyczajnym Akademii Leona Koźmińskiego w Warszawie.